# Księcia Janusza (métro de Varsovie)
Księcia Janusza (français: Prince Janusz)  est une station de la ligne M2 du métro de Varsovie. Elle est située, à l'intersection des rues Górczewska et Księcia Janusza, dans l'arrondissement de Wola à Varsovie en Pologne.

## Situation sur le réseau

Plan réseau 2019.

Établie en surface, Księcia Janusza est une station, terminus provisoire, de la Ligne M2 du métro de Varsovie, elle est située avant la station Młynów, en direction du terminus provisoire Trocka,..

## Histoire
La station, alors terminus provisoire, Księcia Janusza, est mise en service le 4 avril 2020, lors de l'ouverture à l'exploitation des 3,4 km de la troisième section de la ligne M2 du métro de Varsovie

## Projets
C'est un terminus provisoire jusqu'à l'ouverture de la section suivante.